# Lake Laberge 1
Lake Laberge 1 ist ein Ort im kanadischen Yukon nördlich von Whitehorse und zugleich ein Indianerreservat. Er liegt am Lake Laberge, einer rund 50 km langen Verbreiterung des Yukon River.
Die 38 Einwohner (2006) des Indianerreservats (Indian reserve) lebten in 22 Haushalten, 2016 lebten noch 25 Menschen in Lake Laberge 1. Sie gehören dem Ta'an Kwach'an Council an, der sich 1987 von der Whitehorse band getrennt hat. Der Rat vertritt die Ta'an Kwach'an (so heißt auch der See), die auch als People of Lac Laberge bezeichnet werden.

## Geschichte
Das traditionelle Gebiet der Ta'an Kwach'an reicht nordwärts bis Hootalinqua, südwärts bis zum Marsh Lake, im Westen bis White Bank Village am Zusammenfluss von Takhini und Little River, im Osten bis Winter Crossing am Teslin River. Es umfasste über 12.000 km². Sprachlich geht die Gruppe auf die südlichen Tutchone zurück, jedoch sind sie auch nahe mit Tagish und Tlingit verwandt.
Während des Klondike-Goldrauschs versuchte Häuptling Jim Boss (Kishxóot) den Commissioner of the Yukon William Ogilvie zum Schutz eines kleinen Reservats von 1.600 Acre zu bewegen, doch gestand man ihnen nur 320 Acre zu. Dagegen versuchte sich Boss zusammen mit einem Anwalt zu wehren und wandte sich 1902 an den zuständigen Superintendent General des Department of Indian Affairs in Ottawa, dieser möge das Wild schützen und für einen Ausgleich für das verlorene Land sorgen. Dabei schrieb er „Tell the King very hard we want something for our Indians, because they take our land and our game“ (Sagen Sie dem König sehr deutlich, dass wir etwas für unsere Indianer haben wollen, weil sie unser Land und unser Wild nehmen). Ogilvie sagte Polizeischutz für ihr Land zu.
1956 erzwang das Indianerministerium die Zusammenlegung mehrere Bands, wie die indianischen Gruppen genannt wurden. Dabei wurden aus sechs Bands drei, unter ihnen die Gruppen vom Marsh Lake und vom Lake Laberge. So entstand die Whitehorse Indian Band, später Kwanlin Dun First Nation genannt.
Am 14. Februar 1987 trennten sich die Gruppen wieder, und die Ta'an Kwäch'än bildeten wieder einen eigenen Stamm. Er wurde 1998 anerkannt. 2002 erhielt er das Recht auf Selbstregierung. Im Juni 2009 zählte der Stamm 233 Mitglieder, wobei nur 23 anerkannte Indianer im Reservat lebten (vgl. Indian Act).

## Belege
1. ↑  Statistics Canada: Population and dwelling counts, for Northwest Territories and census subdivisions (municipalities), 2016 and 2011 censuses, abgerufen am 4. Mai 2021
2. ↑  Statistics Canada, archive.org, 1. September 2009.
3. ↑  Registered Population, Ta'an Kwach'an (Memento vom 16. Januar 2016 im Internet Archive)